# Robert Carlyle

Robert Carlyle (2017)

Robert Carlyle, OBE (* 14. April 1961 in Glasgow, Schottland), ist ein britischer Schauspieler.

## Leben und Karriere
Robert Carlyle wuchs im Glasgower Stadtteil Maryhill auf. Als er vier Jahre alt war, verließ die Mutter die Familie. Er wurde von seinem Vater Joseph Carlyle aufgezogen. Im Alter von 21 Jahren entschloss er sich, Schauspielunterricht im Glasgow Arts Centre zu nehmen.
In Großbritannien wurde Carlyle einer breiteren Öffentlichkeit bekannt, als er 1993 in einer Folge der Fernsehserie Für alle Fälle Fitz (Cracker) einen Mörder mit großer schauspielerischer Intensität spielte. Der Journalist Tim Schleider schreibt in seiner Rezension über die Episode: „Obwohl es sich um eine Mordszene handelt, die an Abscheulichkeit eigentlich nicht mehr zu überbieten ist, sitzt man dennoch wie gebannt vor dem Fernsehapparat. Robert Carlyle und Christopher Eccleston treiben die schauspielerische Kunst derart auf die Spitze, daß man sich die Szene wieder und wieder ansehen könnte – wie ein Gemälde an der Wand.“
Nach den ersten erfolgreichen Auftritten in Fernsehproduktionen erhielt Carlyle viele Kinofilmrollen. In Trainspotting – Neue Helden spielte er die Rolle des Begbie. In Ganz oder gar nicht (The Full Monty) spielte er das Mitglied einer Gruppe arbeitsloser Männer, die sich ihren Lebensunterhalt als Stripteasegruppe verdienen wollen.
Fortan übernahm Carlyle auch immer wieder böse Rollen. Im 19. James-Bond-Film Die Welt ist nicht genug verkörperte er den irren Terroristen Renard. In Hitler – Aufstieg des Bösen spielte er Adolf Hitler. In Eragon – Das Vermächtnis der Drachenreiter stellte er den bösen Schatten Durza dar. 2008 spielte er in dem Fernsehfilm der Serie 24, 24: Redemption, an der Seite von Kiefer Sutherland.
Anfang Februar 2009 übernahm Carlyle in der Serie Stargate Universe die Hauptrolle des Dr. Nicholas Rush. Am 13. November 2010 gewann er den Gemini Award in Toronto in der Kategorie Best Performance by an Actor in a Continuing Leading Dramatic Role für diese Rolle in der Folge 14 Der genetische Code (Human) der ersten Staffel.
2002 hatte Carlyle im Musikvideo zu Little by Little der britischen Musikgruppe Oasis einen Auftritt.
Zwischen 2011 und 2018 spielte er die Rolle des Rumpelstilzchen in der US-Serie Once Upon a Time – Es war einmal ….

### Arbeitsweise
Carlyle ist bekannt dafür, für die Glaubwürdigkeit seiner Figuren einiges auf sich zu nehmen und hierfür bisweilen sogar sein Äußeres und seinen Lebensalltag zu ändern. Um die Rolle des Gangsters in Antonia Birds Film Face glaubwürdig darstellen zu können, lebte er vor Drehbeginn einige Zeit im Londoner East End, dem Handlungsort des Films. Für seine Rolle als Busfahrer im Film Carla’s Song von Ken Loach absolvierte er einen speziellen Lehrgang zum Personentransport im typischen Glasgower Leyland Atlantean Bus und erhielt seinen Personenbeförderungsschein (engl.: PSV Licence, Passenger Service Vehicle Licence).

### Persönliches
Seit 1997 ist Carlyle verheiratet. Mit seiner Frau hat er eine gemeinsame Tochter (* 2002) und zwei Söhne (* 2004 und 2006). Die Familie lebt in Schottland. Carlyle und Tommy Flanagan verbindet eine enge Freundschaft, Carlyle brachte Flanagan dazu, trotz einer Entstellung durch einen Überfall Schauspieler zu werden.

## Filmografie (Auswahl)
- 1990: Silent Scream
- 1991: Riff-Raff

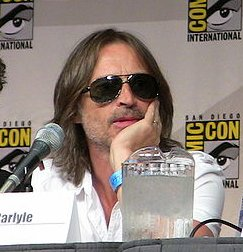
Robert Carlyle auf der San Diego Comic-Con 2009

- 1993: Für alle Fälle Fitz (Cracker, Fernsehserie, 3 Folgen)
- 1994: Der Priester (Priest)
- 1995–1997: Hamish MacBeth (BBC-Fernsehserie, 20 Folgen)
- 1995: Go Now – Jetzt erst recht (Go now)
- 1996: Carla’s Song
- 1996: Trainspotting – Neue Helden (Trainspotting)
- 1997: Ganz oder gar nicht (The Full Monty)
- 1997: Face
- 1999: Plunkett & Macleane – Gegen Tod und Teufel (Plunkett & Macleane)
- 1999: James Bond 007 – Die Welt ist nicht genug (The World Is Not Enough)
- 1999: Ravenous – Friss oder stirb (Ravenous)
- 1999: Die Asche meiner Mutter (Angela’s Ashes)
- 2000: The Beach
- 2000: Nur Mut, Jimmy Grimble (There’s Only One Jimmy Grimble)
- 2001: To End All Wars – Die wahre Hölle (To End All Wars)
- 2001: The 51st State
- 2003: Hitler – Aufstieg des Bösen (Hitler – The Rise of Evil)
- 2004: Maria Stuart – Blut, Terror und Verrat (Gunpowder, Treason & Plot)
- 2005: Dead Fish
- 2005: Klassenmord (Class of ‘76)
- 2005: The Mighty Celt
- 2005: Ballroom Dancing (Marilyn Hotchkiss’ Ballroom Dancing and Charm School)
- 2005: Human Trafficking – Menschenhandel (Human Trafficking)
- 2006: Eragon – Das Vermächtnis der Drachenreiter (Eragon)
- 2007: Die Flut – Wenn das Meer die Städte verschlingt (Flood)
- 2007: 28 Weeks Later
- 2008: Stone of Destiny
- 2008: Summer
- 2008: 24: Redemption (Fernsehfilm)
- 2008: The Last Enemy (Mini-Serie, 5 Folgen)
- 2009: The Tournament
- 2009–2011: Stargate Universe (Fernsehserie, 40 Folgen)
- 2011–2018: Once Upon a Time – Es war einmal … (Once Upon a Time, Fernsehserie)
- 2012: California Solo
- 2015: Die Legende von Barney Thomson (The Legend of Barney Thomson)
- 2017: T2 Trainspotting
- 2019: Yesterday
- 2019: The War of the Worlds – Krieg der Welten (The War of the Worlds, Miniserie)
- 2022: North Of Normal
- 2023: Ganz oder gar nicht: Die Serie (The Full Monty, Miniserie)
- 2023: The Performance
- 2025: Toxic Town (Fernsehserie)

## Auszeichnungen
- Go Now: Sant Jordi Award für den besten ausländischen Schauspieler
- Trainspotting: BAFTA Scotland Award für den besten Schauspieler (Nominiert)
- Trainspotting: Satellite Award für den besten Nebendarsteller (Nominiert)
- Carla’s Song: Evening Standard British Film Award für den besten Schauspieler
- Carla’s Song: London Critics Circle Film Award für den besten britischen Schauspieler
- Ganz oder gar nicht: BAFTA Award für den besten Schauspieler
- Ganz oder gar nicht: Evening Standard British Film Award für den besten Schauspieler
- Ganz oder gar nicht: London Critics Circle Film Award für den besten britischen Schauspieler
- Ganz oder gar nicht: Sant Jordi Award für den besten ausländischen Schauspieler
- Ganz oder gar nicht: Screen Actors Guild Award für das beste Ensemble
- Ganz oder gar nicht: MTV Movie Award beste Tanzeinlage (Nominiert)
- Ganz oder gar nicht: Satellite Award für den besten Schauspieler (Musical oder Komödie) (Nominiert)
- Face: Evening Standard British Film Award für den besten Schauspieler (Nominiert)
- Face: London Critics Circle Film Award für den besten britischen Schauspieler
- Die Asche meiner Mutter: Empire Award für den besten britischen Schauspieler (Nominiert)
- Die Asche meiner Mutter: IFTA Award für den besten Schauspieler (Nominiert)
- Summer: BAFTA Scotland Award für den besten Schauspieler (Nominiert)
- Hamish Macbeth: RTS Television Award für den besten Schauspieler
- Hamish Macbeth: BAFTA Scotland Award für den besten Schauspieler (Nominiert)
- Hamish Macbeth: BAFTA TV Award für den besten Schauspieler (Nominiert)
- Hitler: The Rise of Evil: Satellite Award für den besten Schauspieler (Nominiert)
- Human Trafficking: Primetime Emmy Award für den besten Nebendarsteller (Nominiert)
- The Unloved Father: Scottish BAFTA für den besten Schauspieler (Nominiert)
- Stargate Universe: Gemini Award für den besten Schauspieler